# Thetidia sardinica
Thetidia sardinica är en fjärilsart som beskrevs av Karl Schawerda 1934. Thetidia sardinica ingår i släktet Thetidia och familjen mätare. Inga underarter finns listade i Catalogue of Life.